# Paki (scheldwoord)

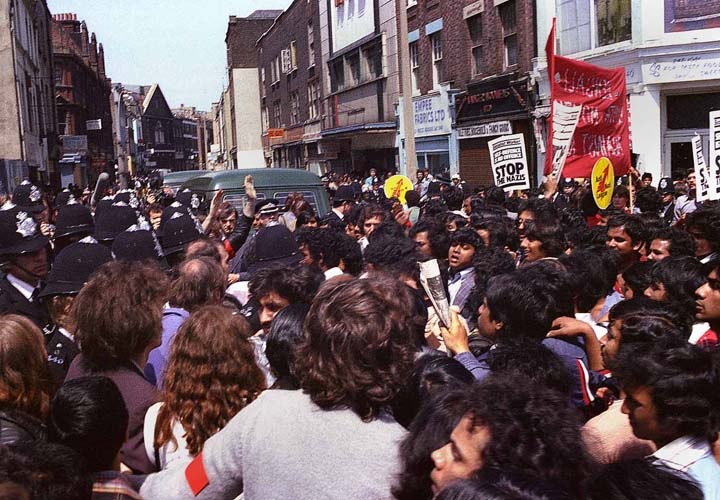
Een demonstratie in Brick Lane (Londen, VK) uit protest tegen het National Front, na Altab Ali een man uit Bangladesh in mei 1978 door racisten werd vermoord.

Paki is een scheldwoord dat afkomstig is uit het Verenigd Koninkrijk, en dat zich richt op mensen van Pakistaanse en bij uitbreiding Zuid-Aziatische (voornamelijk Indiase en Bengaalse) afkomst, evenals moslims of vermeende moslims (zoals hindoes en sikhs) in het algemeen. In Nederland wordt er in straattaal ook wel de termen Pako of Pakoe gebruikt.

## Etymologie
Paki is een afkorting van het exoniem Pakistan. Het is afgeleid van de term Pak ( پاک ), wat Puur betekent in het Perzisch, Pasjtoe en Urdu. Er was geen Pakistaanse etnische groep voordat het land werd opgericht.

## Paki-bashing

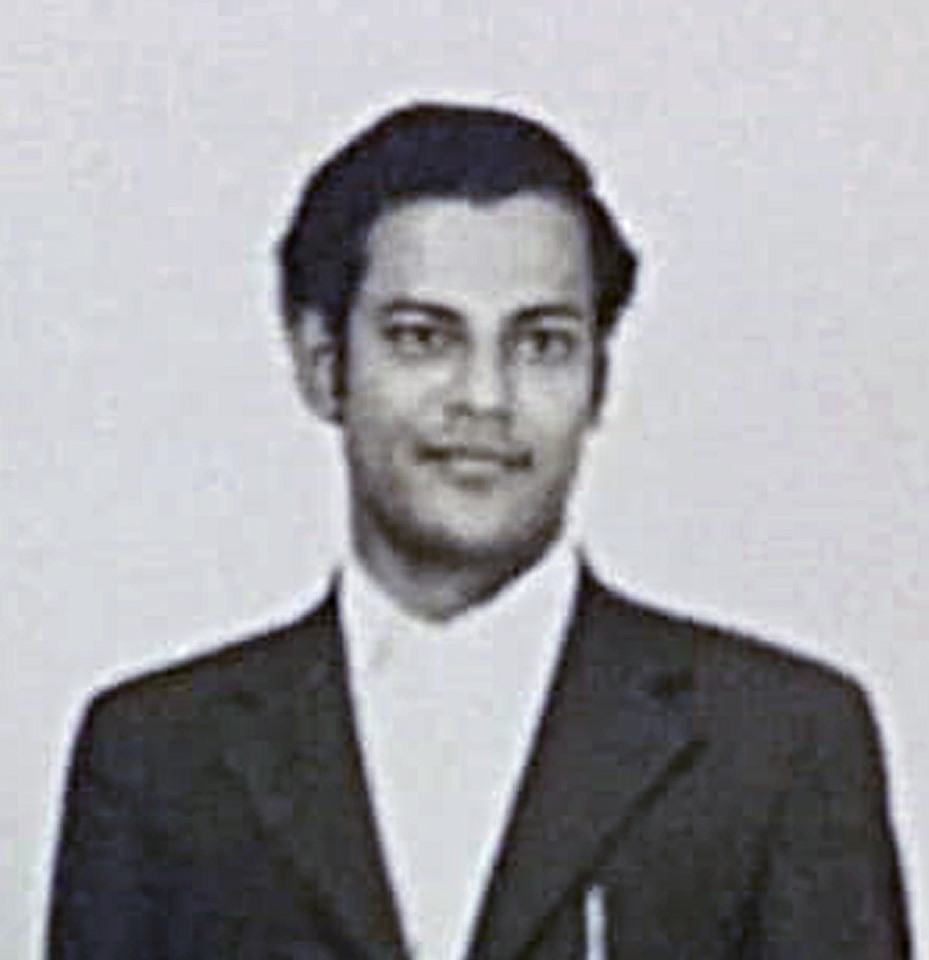
Een foto van Altab Ali uit 1974, een textielarbeider uit Bangladesh die in Londen werd doodgestoken tijdens een racistisch gemotiveerde moord.

De term Paki werd in het Engels voor het eerst gebruikt in 1964, tijdens een toegenomen immigratiegolf vanuit Zuid-Azië naar het Verenigd Koninkrijk. Hoewel het lijkt alsof het alleen op Pakistanen gericht zou zijn, is het ook gericht op mensen met een andere Zuid-Aziatische achtergrond (voornamelijk Indiërs en Bengalezen) en op andere migrantengroepen die op Zuid-Aziaten lijken.
Paki-bashing nam toe na de rivieren-van-bloed-toespraak van Enoch Powell in 1968. Powells anti-immigrantenretoriek kreeg destijds veel steun van de meerderheid van de blanke bevolking. Paki-bashing bereikte zijn hoogtepunt in de jaren zeventig en tachtig, waarbij de aanvallers vaak aanhangers waren van extreemrechtse fascistische, racistische en anti-immigrantenbewegingen, waaronder de white power skinheads, het National Front en de British National Party die zich richtten op Zuid-Aziaten en bedrijven die hun eigendom waren, en soms ook andere minderheden. Het National Front en de British National Party richtten zich op alle Britse Zuid-Aziaten (voornamelijk moslims, hindoes en sikhs), terwijl de English Defence League zich specifiek op Britse moslims richtte.
Aziaten werden in de jaren zestig en zeventig vaak gestereotypeerd als ‘zwak’ en ‘passief’, waardoor ze door ‘Paki-bashers’ als gemakkelijke doelwitten werden gezien. in 1985 zouden er meer dan 20.000 racistische aanvallen geweest zijn op gekleurde Britten, voornamelijk Britten van Zuid-Aziatische afkomst. Er werd gerekend op eigenrichting als zelfverdediging tegen racistisch gemotiveerd geweld en intimidatie door de politie vaak met behulp van de Black Power-beweging (waaronder de Britse Black Panthers).
In het Heden hebben enkele Brits-Pakistaanse en andere Britse-Zuid-Aziatische jongeren geprobeerd het woord weer toe te eigenen, waardoor parallellen ontstonden met de Afro-Amerikaanse toe-eigening van het woord nigger.